# Berende (obwód Pernik)
Berende (bułg. Беренде) – wieś w Bułgarii, w obwodzie Pernik, w gminie Zemen. Według danych szacunkowych Ujednoliconego Systemu Ewidencji Ludności oraz Usług Administracyjnych dla Ludności, 15 czerwca 2020 roku miejscowość liczyła 30 mieszkańców.